# Svitava (rivière)
La Svitava (en allemand : Zwitta, Zwittawa) est une rivière de la Tchéquie. Elle traverse les régions de Pardubice et de Moravie-du-Sud. Longue de 97 km, elle conflue dans la Svratka à Brno et constitue ainsi un sous-affluent du Danube par la Thaya et la Morava.